# Fútbol en los III Juegos Deportivos Centroamericanos
El torneo de fútbol de los Juegos Centroamericanos de 1986 se celebró en Ciudad de Guatemala, Guatemala del 4 al 10 de enero. El Salvador, Honduras y Nicaragua fueron invitados a ingresar a sus equipos Sub-21 para jugar en el torneo junto con los anfitriones Guatemala. El torneo también sirvió como una calificación para los Juegos Centroamericanos y del Caribe de 1986 celebrados en Santo Domingo, República Dominicana.